# Cour des Tourelles d'Angers
La Cour des Tourelles est un ensemble résidentiel du XVIIIe siècle situé à Angers, en Maine-et-Loire. 

## Situation
L'ensemble est situé au 16 rue Beaurepaire.

## Histoire
L'ensemble de la Cour des Tourelles fait l’objet d’une inscription au titre des monuments historiques depuis le 18 mars 1991.

## Architecture
La Cour des Tourelles est représentative de l'urbanisme à Angers.